# 타격 (크리켓)

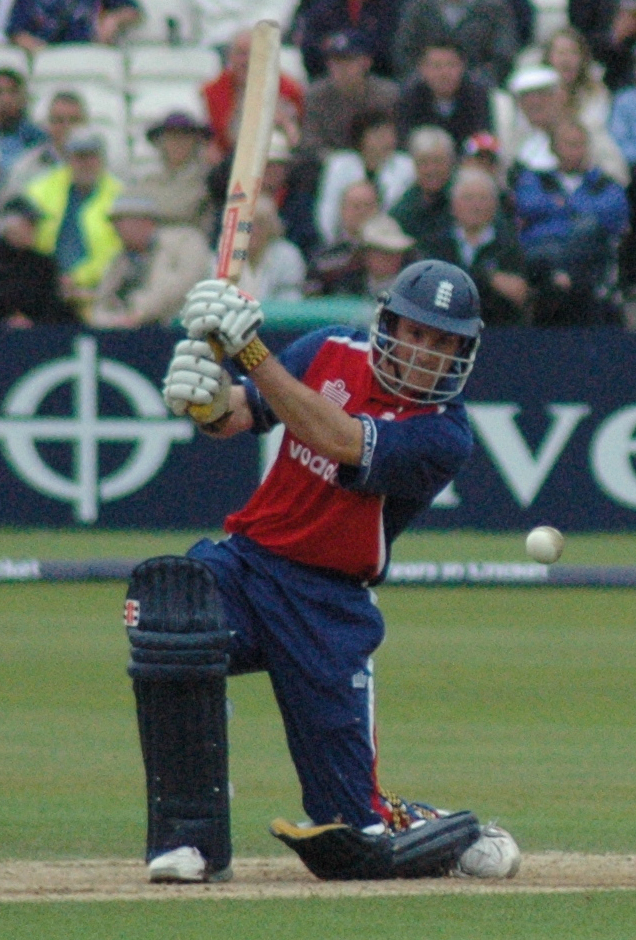
2005 NatWest 시리즈 경기에서 배팅하는 잉글랜드 팀의 앤드루 스트라우스의 모습.

타격(打擊) 또는 배팅(batting)은 크리켓에서 런을 기록하거나 위켓을 잃는 것을 회피하기 위해 크리켓 배트로 크리켓공을 쳐내는 기술이다. 경기에서 현재 배팅을 하고 있는 선수를 배터(batter, 이전 명칭; batsman)이라 부르며, 공을 쳐내는 행위를 샷(shot) 또는 스트로크(stroke)라 부른다. 또한 배팅이 주특기인 선수는 스페셜리스트 배터(specialist batter)라 칭한다.
크리켓에서는 한 이닝 동안 공격팀에서 배츠맨이 두 명씩 나와 배팅을 한다. 이 중 볼러가 던지는 공을 직접 치는 선수를 스트라이커(striker)라 하며, 직접 공을 치지 않는 나머지 한 명은 논스트라이커(non-striker)라 한다. 한 명의 배츠맨이 아웃되면, 팀의 다른 선수가 나와서 배팅하게 된다. 이 과정은 한 이닝이 끝나고 공수를 교대할 때까지 계속 반복된다.

## 같이 보기
- 볼링 (크리켓)
- 수비 (크리켓)
- 크리켓 용어 목록